# Bahnhof Ebenfurth
Bahnhof Ebenfurth egy alsó-ausztriai vasútállomás, Ebenfurth településen, melyet a ÖBB üzemeltet.

## Vasútvonalak
Az állomást az alábbi vasútvonalak érintik:
- Sopron–Ebenfurt-vasútvonal
- Pottendorfer Linie

## Kapcsolódó állomások
A vasútállomáshoz az alábbi állomások vannak a legközelebb:
- Lajtaújfalu vasútállomás (Sopron vasútállomás, Sopron–Ebenfurt-vasútvonal)
- Bahnhof Untereggendorf (Wiener Neustadt Hauptbahnhof, S60)
- Bahnhof Pottendorf-Landegg (Wien Meidling, Bruck-Királyhida vasútállomás, Pottendorfer Linie, S60)

## Forgalom
| Járat                               | Útvonal | Gyakoriság   |
| ----------------------------------- | --- | ------------ |
| személyvonat (Regionalexpress/REX6) | Wien Hauptbahnhof (Bécs) – Wien Meidling – Bahnhof Ebreichsdorf – Bahnhof Ebenfurth – Neufeld an der Leitha (Lajtaújfalu) – Müllendorf (Szárazvám) – Wulkaprodersdorf (Vulkapordány) – Drassburg (Darufalva) – Baumgarten-Schattendorf (Sopronkertes-Somfalva) – Sopron – Deutschkreutz (Sopronkeresztúr) | 1-4 óránként |